# Richardia eburneosignata
Richardia eburneosignata is een vliegensoort uit de familie van de Richardiidae. De wetenschappelijke naam van de soort is voor het eerst geldig gepubliceerd in 1937 door Henning.